# 劉孟竹 (籃球教練)
劉孟竹（1977年12月23日—），新北市永和區出身，健行科技大學籃球隊暨台灣啤酒籃球隊總教練，現任健行科技大學體育組助理教授，曾任能仁家商男籃隊助理教練，以及擔任中華台北男子籃球代表隊教練團成員的經歷。

## 生平
劉孟竹就讀台北縣永和網溪國小時期，曾與顏行書、陳志忠同隊代表學校參加中華民國第二十一屆全國少年籃球錦標賽，當年被稱之「籃球神童」，曾引起媒體的注意，亦與許智超、李伯倫皆為羅毓彪教練在永和國中時期的子弟兵；就讀東方工商時聯手陳建州征戰高中籃球聯賽；但因為身高上的劣勢，而在其後並未朝球員方向發展，反而朝教職之路前進；在進入健行科技大學之前，曾擔任能仁家商籃球隊助理教練，以及擔任各類型籃球訓練營的講師。2013年進入健行科大，由兼任轉為專任講師後，正式執掌健行科技大學籃球隊至今。
2021年10月2日，擔任T1聯盟臺南台鋼獵鷹專業顧問。2022年4月1日，臺南台鋼獵鷹宣佈總教練吳志偉轉任球團總監，由專業顧問劉孟竹代理職務至賽季結束。7月6日，臺南台鋼獵鷹宣布新賽季總教練由劉孟竹無償擔任，並與健行科技大學簽訂產學合作意向書。2023年3月3日，臺南台鋼獵鷹宣佈總教練劉孟竹因執教健行科技大學參與111學年度大專籃球聯賽（UBA）男子組八強賽事，3月4日由助理教練馬怡鴻暫代總教練職務1場比賽。3月24日，臺南台鋼獵鷹宣佈總教練劉孟竹因執教健行科技大學參與111學年度大專籃球聯賽男子組四強決賽，3月25日再次由助理教練馬怡鴻暫代總教練職務1場比賽。2024年1月9日，臺南台鋼獵鷹宣布劉孟竹請辭總教練職務，總教練一職由首席助理教練林育正暫時代理。
2024年10月22日，超級籃球聯賽台灣啤酒宣布由劉孟竹兼任總教練。

## 執教特色
劉孟竹執教時，對於球員有嚴謹之要求，包括日常生活（住宿、學業）、品德教育等，雖然其作風使球隊被外界諷喻為「高中球隊」，但劉孟竹本人曾公開強調：「基於球員未來發展，這是必須的努力。」而當球員在球場上有嚴重疏失時，也會依照情況做出不同的處分。
在教練團的組成上，除了規劃出體能、重量訓練、戰術等不同領域的教練群，以輔佐球隊的發展，球隊中亦設置了為各種比賽影片進行分析的專門影片剪輯師。

## 健行科技大學時期

### 接掌初期
102學年度（2013-14年）大專籃球聯賽（UBA）正式開打前，甫接掌兵符的劉孟竹，則是帶領國光電力籃球隊，先後參與了社會甲級籃球聯賽與各基層協會舉辦的比賽（如：中正盃），藉實戰經驗為UBA做準備。
在當屆的UBA賽事中，雖帶領球隊在公開二級的賽場上，以預賽全勝之姿進入複賽，但因為複賽時敗給北市大博愛，領軍進入公開一級的里程，直到隔屆（103學年度、2014-15年）才如願以償。

### 失焦事件的應對
104學年度（2015-16年）的UBA正式賽季開打前，球隊曾因為在2015年夏季大專校院籃球邀請賽中爆發「踩人事件」，招來輿論與體育圈的譴責；劉孟竹雖然在事發當下，將當事人立即執行禁賽處分，然而，因為該事件導致的賽事失焦問題，劉孟竹基於對當事人後續前途的考量，在其後公開對媒體，做出了「譴責，但不該霸凌」的回應。

### 一級戰場的首次冠軍
104學年度是劉孟竹教練帶隊首次在UBA公開一級賽事登場的賽季，預賽僅只敗給台灣科技大學，以第一種子身分晉級總決賽，然而卻在總決賽圈，因為球員的抗壓性不足，先後敗給明道大學與台灣科技大學，以年度第四名作收，而公開對外承認「輸給自己」。
歷經上一學年的風雨波折後，105學年度（2016-17年）重整旗鼓，在正賽之前，先是領兵國光電力籃球隊，在社會甲組籃球聯賽拿下該屆比賽的總冠軍，為接下來的賽事做好基礎；其後，預賽也順利帶領球隊，以第一種子進入決賽圈，並先後擊退台北市立大學與輔仁大學，挺進總冠軍賽。
在總冠軍戰對決國立臺灣師範大學時，雖將雙位數的落後帶入下半場，但劉孟竹教練以「接下來下半場20分鐘，如果你們繼續膽怯，將會後悔一輩子」的信心喊話，讓球隊在最終逆轉戰局，摘下校史首個UBA公開一級冠軍；雖然劉孟竹對媒體自詡是「最幸福的教練」，但因為當年的球隊組成，已經涵蓋除能仁家商以外的學校（如：強恕高中、基隆商工等），進而公開呼籲媒體不要以「能仁幫」的傳統印象看待整個球隊，而是以「健行幫」取而代之。

### 籃球風氣的帶動
因為健行校史第一座公開一級冠軍的關係，進而帶動桃園市體育運動的各項發展效應，包括增強校方爭取中壢體育園區建置籃球館的決心在內。
106學年度（2017-18年）賽事，因為獲得中華民國大專院校體育總會指定為UBA八強賽場館經營權，除了致力於場館的翻新，劉孟竹也對媒體訂下了「打造NCAA籃球隊風格」的期許，並希望藉此一機會，改變人們對桃園「不只是棒球，也有籃球」的運動賽會形象。
本身已在執教球隊的劉孟竹，當時身兼場館東道主身分，同時肩負維持場館與賽事運作的責任，而忙得不可開交；卻也因為賽事期間，進場觀賽率獲得的成功，以致其後，讓劉孟竹對於爭取未來賽事主辦權表達積極性。

## 學歷
- 新北市永和區網溪國小
- 新北市立永和國民中學
- 臺北市私立東方高級工商職業學校
- 銘傳大學
- 東南技術學院

## 經歷
- 能仁家商籃球隊助理教練[2]
- 金門酒廠籃球隊助理教練
- 緯來體育台兼任球評[48]
- 健行科技大學籃球隊總教練（2013年–）
- 國光電力籃球隊總教練（2013年–2017年）
- 中華台北男子籃球代表隊教練團成員
  - 2014年亞洲U18青年籃球錦標賽
  - 2017年世界大學運動會
  - 威廉·瓊斯盃國際籃球邀請賽中華白隊（2016年、2018年）
  - 2016年亞洲大學男子籃球錦標賽
- 臺南台鋼獵鷹專業顧問（2021年–2022年）
- 臺南台鋼獵鷹代理總教練→總教練（2022年–2024年）
- 台灣啤酒籃球隊總教練（2024年–）

### 超級籃球聯賽
| 年度 | 球隊     | 出賽 | 勝場 | 敗場 | 勝率 | 備註                      |
| ---- | -------- | ---- | ---- | ---- | ---- | ------------------------- |
| 2025 | 台灣啤酒 | 30   | 16   | 14   | .533 | 季後挑戰賽0：2 敗臺灣銀行 |
| 總計 | 總計     | 30   | 16   | 14   | .533 |                           |

### T1聯盟
| 年度      | 球隊         | 出賽 | 勝場 | 敗場 | 勝率 | 備註                        |
| --------- | ------------ | ---- | ---- | ---- | ---- | --------------------------- |
| 2021–2022 | 臺南台鋼獵鷹 | 9    | 2    | 7    | .222 | 未進入季後賽                |
| 2022–2023 | 臺南台鋼獵鷹 | 28   | 18   | 10   | .643 | 總冠軍賽0：4 敗新北中信特攻 |
| 2023–2024 | 臺南台鋼獵鷹 | 11   | 3    | 8    | .273 | 因戰績不佳請辭              |
| 總計      | 總計         | 48   | 23   | 25   | .479 |                             |

## 已發表之論文
列表來源皆為華藝線上圖書館 （页面存档备份，存于）與台灣期刊論文索引系統。
1. 劉孟竹. . 屏東科大體育學刊. 2018年3月, (8): 11–18.
2. 劉孟竹、葉公鼎、謝旻凱. . 臺灣體育運動管理學報. 2017年6月, 17 (1): 23–46.
3. 劉孟竹、許夆池、謝旻凱. . 輔仁大學體育學刊. 2017年6月, (15): 137–149.
4. 劉孟竹、陸玟吉. . 運動與健康研究. 2017年4月, 6 (1): 137–149.
5. 陳錦偉、魏守群、劉孟竹、范志雲、徐育鈴. . 中臺學報. 2012年6月, 23 (4): 71–88.

## 外部連結
- 劉孟竹的Facebook專頁
- 劉孟竹的Instagram帳戶
- 劉孟竹在fiba.basketball（英语）
- 劉孟竹在Eurobasket.com（教練）（英语）